# Vaala
Vaala is een gemeente in de Finse provincie Oulu en in de Finse regio Kainuu. De gemeente heeft een landoppervlakte van 1.302,38 km² en telt 2.626 inwoners (2022).